# Trude Brentina
Trude Brentina (* 23. August 1899 in Wien; † 31. Juli 1986 in Potsdam; eigentlich: Gertrud Brentina) war eine Schauspielerin und Synchronsprecherin, die in etwa 30 Kinofilmen und über 50 Fernsehproduktionen künstlerisch vorwiegend für die DEFA und das Fernsehen der DDR in Erscheinung trat.

## Leben
Schon früh begeisterte sich die Tochter des Schriftstellers Ottokar Stauf fürs Theater, musste jedoch auf Drängen ihrer Eltern zunächst einen soliden Beruf erlernen. Nach absolvierter Ausbildung als Französischlehrerin besuchte sie schließlich von 1938 bis 1939 die Schauspielschule des Staatstheaters in Berlin, gefolgt von Bühnenstationen in Bielefeld, Hamburg, Berlin und Güstrow. Nach 1945 gelangte sie wieder ins Berliner Umland, wo sie ein mehrjähriges Engagement an den Landesbühnen Brandenburg und dem Potsdamer Hans Otto Theater erhielt. Ab 1966 arbeitete sie freischaffend.
Neben ihrer umfassenden Tätigkeit als Synchronsprecherin war sie seit den 1950er Jahren  auch in vielen Filmproduktionen vorwiegend der DEFA und des Fernsehens der DDR zu sehen – allerdings meist in kleineren Nebenrollen.

## Filmografie (Auswahl)
- 1952: Frauenschicksale
- 1954: Stärker als die Nacht
- 1955: Der Ochse von Kulm
- 1955: Der Teufel vom Mühlenberg
- 1956: Der Hauptmann von Köln
- 1956: Besondere Kennzeichen: keine
- 1956: Junges Gemüse
- 1957: Wo Du hin gehst…
- 1959: Claudia
- 1959: Kabale und Liebe
- 1961: Ein Sommertag macht keine Liebe
- 1965: König Drosselbart
- 1966: Alfons Zitterbacke
- 1966: Pitaval des Kaiserreiches: Der Prozeß gegen die Gräfin Kwilecki (Fernsehreihe)
- 1970: Jeder stirbt für sich allein (Fernsehfilm, 3 Teile)
- 1970: Unterwegs zu Lenin
- 1971: KLK an PTX – Die Rote Kapelle
- 1972: Die Bilder des Zeugen Schattmann (TV-Vierteiler)
- 1972: Florentiner 73 (Fernsehfilm)
- 1973: Der Staatsanwalt hat das Wort: Die Kraftprobe (TV-Reihe)
- 1973: Polizeiruf 110: Freitag gegen Mitternacht (TV-Reihe)
- 1973: Zement (Fernsehfilm, 2 Teile)
- 1973: Das unsichtbare Visier (TV)
- 1975: Der Staatsanwalt hat das Wort: Hilfe für Maik (TV-Reihe)
- 1975: Schwester Agnes (TV)
- 1976: Liebesfallen
- 1977: Unterwegs nach Atlantis
- 1979: Spuk unterm Riesenrad (Fernsehserie)
- 1979: P.S.
- 1980: Archiv des Todes (Fernsehserie, Episodenrolle)
- 1980: Polizeiruf 110: Der Einzelgänger (TV-Reihe)
- 1980: Unser Mann ist König (TV-Reihe)
- 1981: Die Stunde der Töchter
- 1981: Bürgschaft für ein Jahr
- 1982: Familie Rechlin (TV-Zweiteiler)
- 1983: Frühlingssinfonie
- 1983: Insel der Schwäne
- 1983: Pianke (Fernsehfilm)
- 1984: Hälfte des Lebens
- 1984: Ach du meine Liebe (Fernsehfilm)
- 1984: Ich liebe Victor (TV)
- 1985: Der Haifischfütterer
- 1985: Der Staatsanwalt hat das Wort: Ein feiner Dreh (Fernsehreihe)
- 1985: Zahn um Zahn (Fernsehserie, Episodenrolle)
- 1985: Polizeiruf 110: Verführung (TV-Reihe)
- 1986: Der Bärenhäuter
- 1986: Polizeiruf 110: Gier (TV-Reihe)
- 1986: Blonder Tango
- 1987: Zwei leere Stühle (Fernsehfilm)

## Hörspiele
- 1980: Michail Welitschkow: Später Anfang (Anna) – Regie: Peter Groeger (Hörspiel – Rundfunk der DDR)
- 1981: Günter Eich: Träume – Regie: Peter Groeger (Hörspiel – Rundfunk der DDR)
- 1983: August Strindberg: Ein Traumspiel (Pförtnerin) – Regie: Peter Groeger (Märchen für Erwachsene – Rundfunk der DDR)